# Схар, Марейке
Марейке Схар (нидерл. Marijke Schaar; урожд. Янсен, Jansen, 12 ноября 1944, Гаага) — нидерландская теннисистка и юрист. Пятикратная национальная чемпионка в одиночном разряде на открытых кортах и трёхкратная в помещениях, полуфиналистка Открытого чемпионата Франции 1971 года, финалистка Кубка Федерации 1968 года в составе сборной Нидерландов.

## Биография
Первых значительных успехов на теннисном корте Марейке Янсен, родившаяся в Гааге, достигла в 1968 году. В этот год она завоевала свой первый титул чемпионки Нидерландов, и в этом же году дебютировала в составе сборной Нидерландов в Кубке Федерации. В четырёх первых матчах с её участием Марейке принесла сборной шесть очков из шести возможных и впервые в истории команды вышла с ней в финал, где нидерландские теннисистки уступили с сухим счётом австралийкам.
В ноябре 1968 года Янсен вышла замуж за Нико Схара и в дальнейшем выступала под двойной фамилией или фамилией мужа. За период с 1968 по 1979 год Схар пять раз становилась чемпионкой Нидерландов в одиночном разряде на открытых кортах (ещё шесть раз проиграв в финале) и три чемпионских звания в одиночном разряде завоевала в помещениях. Она трижды выигрывала национальное первенство в парном разряде и несколько раз побеждала с клубом De Metselaars в командном чемпионате Нидерландов.
Необычная манера игры Марейке, игравшей открытой ракеткой с обеих рук, приносила результаты и на международном уровне. Своих наивысших успехов в турнирах Большого шлема Схар достигла в 1971 году, когда дошла до полуфинала на Открытого чемпионата Франции и до 1/8 финала на Уимблдонском турнире. Она также выиграла несколько менее престижных турниров во Франции, Швеции, ФРГ и Великобритании, а на Открытых чемпионатах Австрии и Швеции доходила до финала. За сборную Нидерландов она выступала до 1975 года, но первый успех повторить не смогла.
После окончания игровой карьеры Марейке Схар работала в сфере юриспруденции. Oна была редактором юридического журнала Verkeersrecht и выходящего раз в три года сборника Smartengeld (посвящённого практике компенсаций за ущерб). До выхода на пенсию в 2009 году Схар была юрисконсультом Королевского голландского туристического союза. От брака с Нико Схаром у Марейке в 1984 году родилась единственная дочь Марникс.

## Участие в финалах Кубка Федерации (0-1)

### Поражение (1)
| Год  | Место проведения | Покрытие | Состав                                      | Соперницы в финале                      | Счёт |
| ---- | ---------------- | -------- | ------------------------------------------- | --------------------------------------- | ---- |
| 1968 | Париж, Франция   | Грунт    | Лиди Веннебур, Астрид Сурбек, Марейке Янсен | Австралия: Маргарет Корт, Керри Мелвилл | 0:3  |